# Полянка (селище)
Поля́нка — селище в  Звягельському районі Житомирської області, Україна. Входить до складу Баранівської міської громади.

## Географія
Через селище протікає річка Гнилуша, права притока Случі.

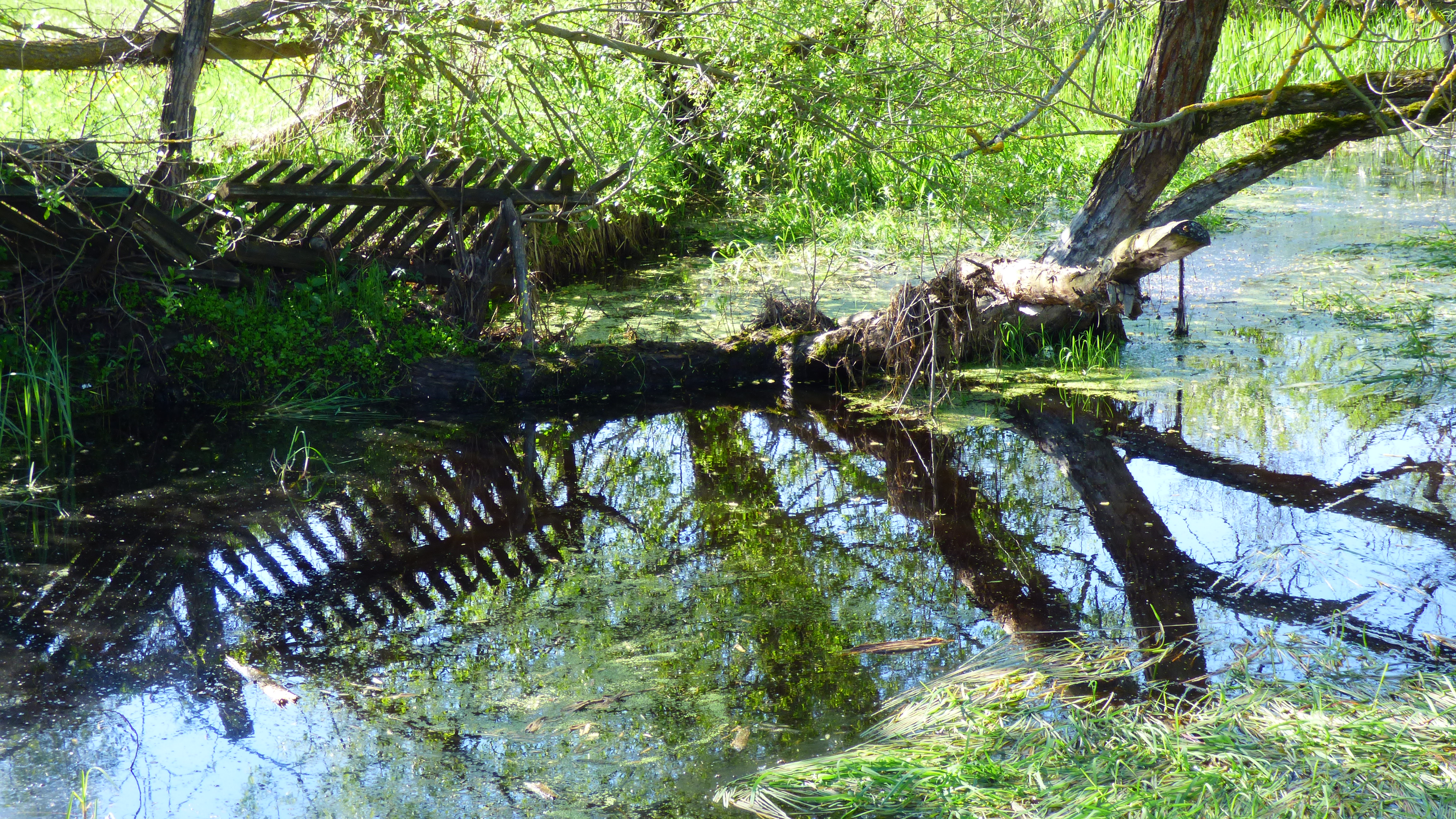
р.Гнилуша

## Історія
Село По́лянки ( колишня назва) заснував власник усього Чорторійського маєтку магнат Кароль Прушинський на початку 1790-х рр. Ним було переселено кілька дворів селян із села Гордіївка та містечка Нова Чортория. У 1870-х роках Полянку й навколишні землі придбав російський генерал Віктор Ніжинський. Від кінця 19 століття і до 1905 року в Полянці працювала цегельня М.П.Гріпарі, згодом у селищі постав завод, який випускав цеглу й гончарні вироби. Нині тут діє приватне підприємство ТОВ «Полянківська кераміка», яке випускає електрофарфорову продукцію. Населення складає 1580 осіб (на 2022 р.). В селищі є школа, діє з 1925 р., (188 учнів), дитсадок (75 вихованців), амбулаторія, будинок культури.
1906 рік - Список населенных мест Волынской губернии: У 1906 році «село Баранівської волості Новоград-Волинського повіту Волинської губернії. Відстань від повітового міста 40 верст, від волості 5 верст. Дворів 146, мешканців 492».
Місцеві землевласники: у 1913 р. Петро Львович Свєшніков, дворянин, у розмірі 1750 десятин, Хома Ігнатович Сіцінський, міщанин, 128 десятин (Список землевладельцев и арендаторов Волынской губернии, во владении коих находится не менее 50 десятин земли Житомир: Волынский губ. стат. ком., 1913, с.161)
1923 рік - Материалы  по административно-территориальному делению Волынской губернии, Житомир: «деревня Барановской волости, 166 дворов, 755 населения»(с.149).
1932-1933 роки - Під час організованого радянською владою Голодомору 1932—1933 років помер щонайменше 51 житель селища.
1935 рік - ДАЖО. – Ф.П. 116. – Оп. 1. – Спр. 173. – Арк. 88-89; політико-економічна характеристика НКВС: «Село Полянка національне, польське, має населення 813 чоловік з них поляків 572, українців 239 і євреїв 2. До весни 1934 року в селі було 2 колгоспи, весною один колгосп переселений в Дніпропетровську область. Протягом останніх років село чинило виключний опір заходам партії та радянської влади. Село засмічено рештками розбитого куркульства та антирадянських елементів. Польське населення вказаного села вороже налаштоване до всіх заходів влади, які проводяться в селі. У період петлюрівщини частково брало участь проти Червоних частин. Співчутливо відносилось населення села до перебування польської армії (мається на увазі 1920 року. У період колективізації була жіноча волинка по розбору майна колгоспу. Зафіксовані факти націоналістичних проявів. Відмічені симпатії населення до Пілсудського…». 
1946 - Указ Президії Верховної Ради УРСР від 7.6.1946 «Про збереження історичних найменувань та уточнення і впорядкування наявних назв сільрад і населених пунктів житомирської області»: Хутір Шабатів-завод, Полянської сільської Ради, іменувати хутір Заводський.
хутір Шабатів: «Перше масове заселення поляками нашого краю відбувалося після Люблінської унії в 1569 році. На початку 1800 років пройшла друга велика хвиля переселення поляків на вільні землі Волині. Царськім указом від 12.04.1804 р. російський уряд заохочував переселення поляків на землі Волинської губернії для сприяння розвитку землеробства і промисловості. Польськи поміщики переселялись із своїми кріпосними селянами. В нашій місцевості переселенцям надавались землі від річки Случ і на схід до Ульянівки. По шляху Баранівка-Мирополь були надані землі польським дворянам Гронтковським, чуть дальше по шляху Кучинським, а по шляху на Будисько поселялись Косинські, Янковські, Селянські, Костецькі, Чернецькі та інші. Із цих родинних поселень утворювались невеликі хутори назви яким давали від прізвищ заселених. Згодом ці родинні хутори почали перейменовувати, так в 1850-х роках хутір Гронтковських стали називати хутір Шабатів.  
На Поліссі широко розвивались лісохімічні промисли — смолокуріння, дігтярний, напірний, дещо раніше — поташний, селітряний. На шляху з Баранівки на Мирополь євреї з Баранівки мали свої смоловарні та дігтярні, пізніше над шляхом побудували корчму. По суботам у євреїв відпочинок - Шаббат, а по п’ятницям вони проводили обряди зустрічі Шабатта - шабатови (веселухі), у них була поговірка «Як зустрінеш Шаббат - так пройде і наступний тиждень» от і старались зустріти його весело. Обряд зустрічі розпочинавсь з молебні, а далі починалась веселуха, з піснями, танцями, музикую. Мешканці навколишніх хуторів, чуючи цей гомін, говорили: євреї святкують шабатови. Так в середині 1800 – х років і був перейменований хутір Гронтковських на хутір Шабатів. Хутір був невеличким, знаходивсь вздовж шляху на Мирополь, проживали родини Гронтковських, Бочковських, Зозулінських, Черкавських, Кобилянських, Жуковських, Добровольських, Багінських, Домашевських, Мокрицьких, Мадєйських, Данилевіч, Красновських, Домбровських, Жарчинських. Проіснував хутір Шабатів майже сто років - у 1940-х роках був перейменований на хутір Заводський, а в 1958 році був об’єднаний із селом Полянки.» з розповіді місцевого краєведа Миколи Кобилянського 
В 1906 р. на хуторі було 3 хати та 64 жителя, а вже в 1911 р. - 11 хат та 73 жителя. До великих земельних ділянок належало 128 десятин (1911 г.).
1958 - хутір Шабатів об’єднаний із селом Полянки.
1973 рік - Історія міст і сіл УРСР, Житомирська область: «П0́ЛЯНКИ - селище міського типу, центр селищної Ради депутатів трудящих, розташоване обабіч річки Гнилушки, притоки річки Случі, за 5 км від райцентру, за 20 км від залізничної станції Миропіль. Дворів – 516, населення - 1,9 тис. чоловік Селищній Раді підпорядковане с. Будисько. В Полянках діють електрофарфоровий завод ім. 8 Березня, заснований 1906 року, та рільнича бригада колгоспу ім. ХУІІ з'їзду ВКП (б). Працюють восьмирічна школа, де 16 учителів навчають 320 дітей, клуб на 200 місць, дві бібліотеки з книжковим фондом 5,8 тис. примірників, амбулаторія, медпункт, поштове відділення, чотири магазини. За успіхи в розвитку промислового й сільськогосподарського виробництва 162 чоловіка нагороджені орденами й медалями СРСР, в т. ч. орденом Жовтневої Революції П. А. Янковський. Партійна організація села об'єднує 55 комуністів, дві комсомольські - 189 членів ВЛКСМ. Село відоме з 1880 року. Під час революції 1905 року селяни випасали худобу в панському лісі. Щоб з ними розправитися, власті викликали карателів. Обурені селяни, озброївшись кілками й косами, Їх розігнали. Коли дійшла звістка про Велику Жовтневу соціалістичну революцію, селяни з червоним прапором вийшли на демонстрацію. Радянська влада встановлена в січні 1918 року. На фронтах Великої Вітчизняної війни воювали 74 жителі селища, з них 13 загинули в боях з німецько-фашистськими загарбниками. В селі діяла підпільна партійна організація в складі 50 чоловік, яка наприкінці 1942 року влилась у партизанський загін ім. Суворова. 65 учасників Великої Вітчизняної війни нагороджено бойовими орденами й медалями. В селищі височить обеліск на честь воїна-москвича Д. Чижова, який загинув, визволяючи селище від фашистських окупантів» (с.161-162).
2007 рік - Адміністративно-територіальний устрій Житомирщини: 1795-2006, Житомир: Вид-во "Волинь", 2007: «ПОЛЯНКА, смт (Полянки, до 03.04.67 - с.). Губ.Волинська; пов. Новоград-Волинський; вол. Баранівська; окр. Житомирська, Волинська, Новоград-Волинська; р-н Баранівський (07.03.23; 08.12.66), Новоград-Волинський (30.12.62); с-р Полянківська (1923), Зарічанська (17.08.64), Полянківська с-щна (03.04.67)», с.411.

## Населення

### Мова
Розподіл населення за рідною мовою за даними перепису 2001 року:
| Мова            | Відсоток |
| --------------- | -------- |
| українська      | 98,53%   |
| російська       | 1,36%    |
| інші/не вказали | 0,11%    |

## Промисловість

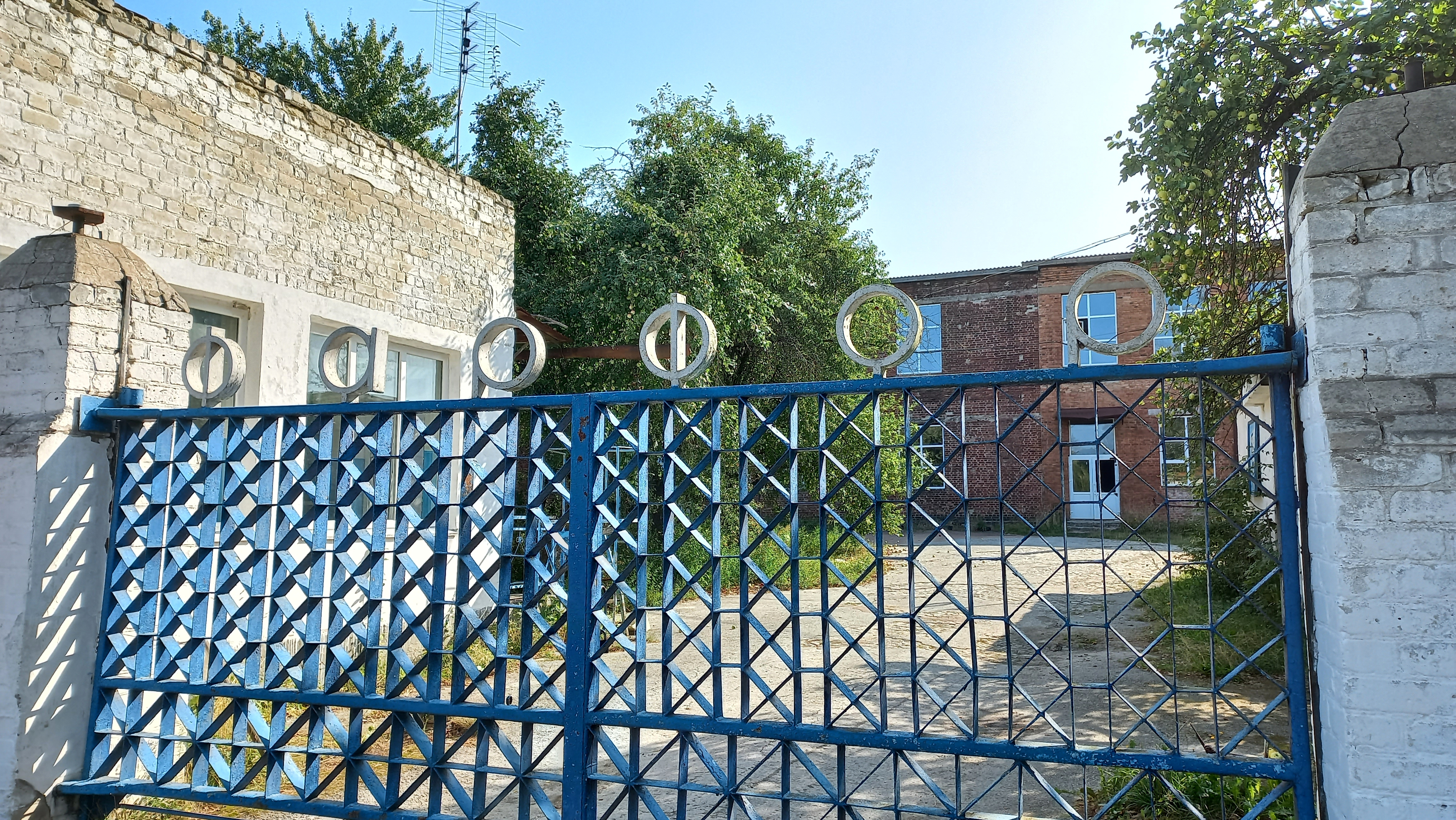
Полянківський електропорцеляновий завод

Полянківський порцеляновий завод ТОВ «Полянківська кераміка»

## Пам'ятки та культура
Краєзнавчий музей "ПОЛІСЬКА ХАТА", вул. Калинова, 4. Музейними експонатами є сам будинок (1905 р. належав роду Янковських) та подвір’я зі старовинними речами: праски, меблі, гончарні вироби, верстак, на якому плели посторонки, віжки для коней та багато іншого. Всі експонати оригінальні, налагоджені та працюють. Засновником, куратором та гідом є уродженець Полянок Микола Михайлович Кобилянський – місцевий ентузіаст-краєзнавець.

## Релігія

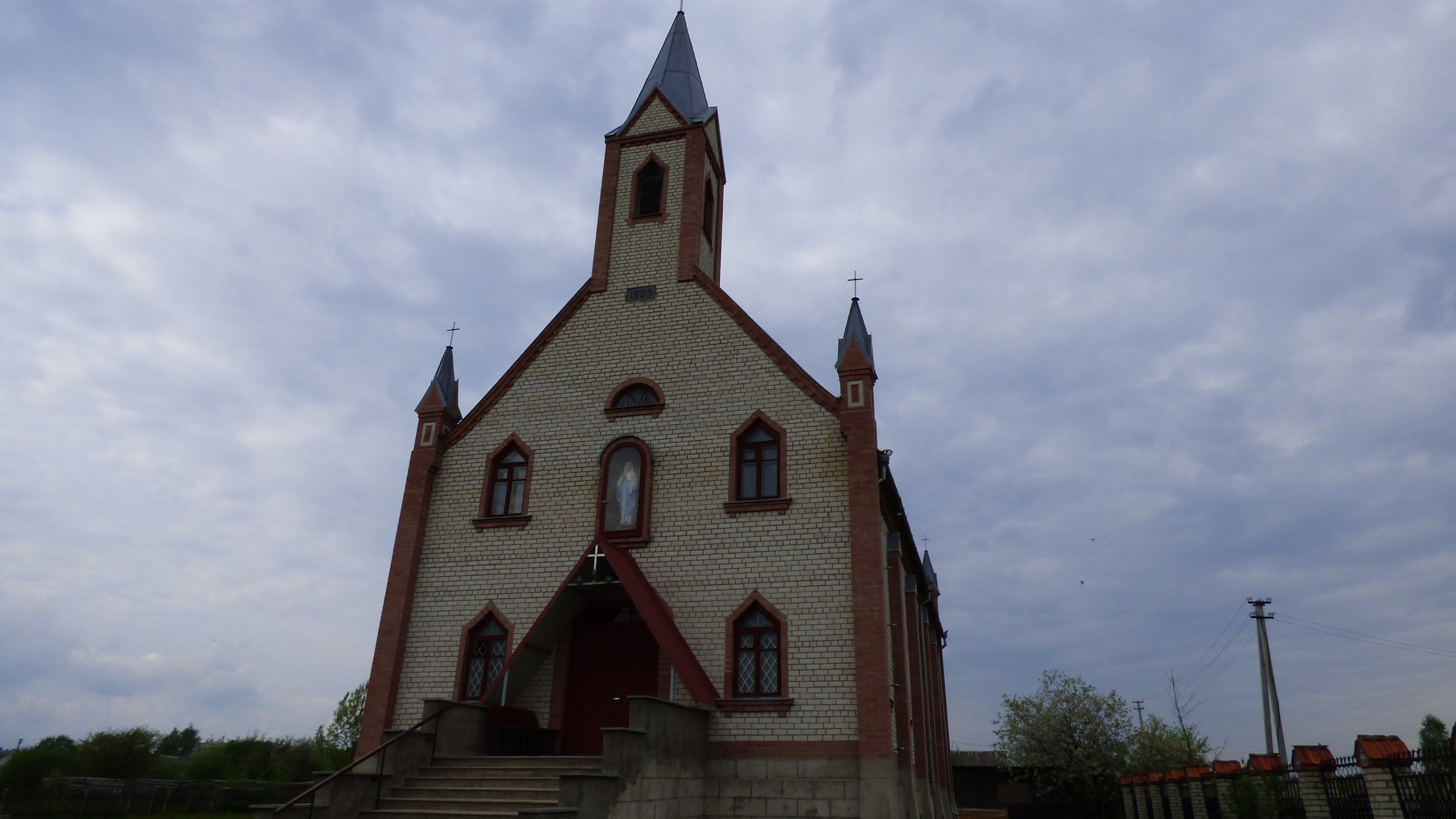
Римо-католицький костьол Святої Марії Магдаліни, смт Полянка

Римо-католицький костьол Святої Марії Магдаліни, вул. Зарічна, 6, збудований 1995 р.. Орден Братів Менших в Україні. Провінція святого Архангела Михаїла. 

## Уродженці
- Марущенко Володимир Станіславович (* 1967) — народний депутат України 5-го та 6-го скликань.
- Приймак Віталій Миколайович (1977—2014) — солдат Збройних сил України, учасник російсько-української війни.
- Гронтковський Антон Діонісієвич (1901—1987) — полковник Війська Польського, Радянської Армії, замісник міністра фінансів Польської Народної Республіки.
- Каліновський Антон Петрович (1937—1983) — професор, доктор історичних наук, екс.завідувач Кафедри історії України, Львівський державний університет.
- Сідак Володимир Степанович (1938—2019) — доктор історичних наук, кандидат юридичних наук, професор, член кореспондент АПН України, екс. ректор національної академії Служби безпеки України. Генерал-майор.
- Макаренко Петро Іванович (16.05.1955—27.10.1981) — прапорщик ЗС СРСР, загинув при виконанні бойового завдання в Афганістані